# Зубик, Владимир Владимирович
Владимир Владимирович Зубик (укр. Володимир Володимирович Зубик; род. 28 февраля 1958, Львов, СССР) — народный депутат Украины 5-8 созывов, президент некоммерческой организации Ассоциации Предприятий строителей «Интергал-Буд». В 2020 году вошёл в рейтинг «100 самых богатых украинцев» (44-я позиция) журнала «Фокус» с оценкой капитала в $ 247 млн; также вошёл в сотню самых богатых украинцев по версии журнала «Forbes Украина», а также — по версии журнала «Корреспондент». В ноябре 2020 компания «Интергал-Буд» одновременно строила 1,13 млн м² жилья и по этому показателю стала лидером строительного рынка Украины.

## Образование
Львовский торгово-экономический институт (1980), инженер-экономист, «Организация механизированной обработки экономической информации».

## Трудовая деятельность
1980—1982 — служба в армии.
1982—1983 — бухгалтер централизованной бухгалтерии треста столовых, город Львов.
1983—1991 — ревизор, старший ревизор контрольно-ревизионного отдела Управления общественного питания Львовского облисполкома.
1991—1992 — директор МП «Прогресс», город Львов.
1993—1995 — директор СП «Оушен», город Львов.
1995—2005 — генеральный директор представительства компании «Уорлд Уайд Новая Асошиейтс Инк», город Львов.
2005—2006 — директор по экономическим вопросам и фандрейзингу благотворительного фонда «Мир ребёнка», город Львов.
2006—2019 — народный депутат Украины.
С сентября 2019 — президент некоммерческой организации Ассоциации «Предприятий строителей» Интергал-Буд».

## Депутатская деятельность
Народный депутат Украины 5-го созыва с мая 2006 по ноябрь 2007 от Блока Юлии Тимошенко, № 64 в списке. На время выборов: директор по экономическим вопросам и фондрейзингу благотворительного фонда «Мир ребёнка» (г. Львов), беспартийный. Член фракции «Блока Юлии Тимошенко» (май —июль 2006). В июле 2006 года перешел в антикризисную коалицию — Партии регионов, СПУ и Компартии, которая впоследствии была переименована в Коалицию национального единства. Член Комитета по вопросам правовой политики (с июля 2006).
Народный депутат Украины 6-го созыва с ноября 2007 по декабрь 2012 от Партии регионов, № 98 в списке. Член фракции Партии регионов (с ноября 2007), член Комитета по вопросам борьбы с организованной преступностью и коррупцией (с декабря 2007).
На Парламентских выборах в Украине 2012 баллотировался по одномандатному избирательному округу № 195 (Сосновский район м. Черкаси, Драбовский, Чигиринский, Чигиринский районы Черкасской области) как самовыдвиженец. Прошел в парламент, набрав 43,8 % голосов, опередив основного конкурента В. Греся. Работал в Комитете по вопросам бюджета. 20 февраля 2014-го вышел из Партии регионов. Владимир Зубик первым поставил подпись под заявлением в Верховную Раду взять ответственность за ситуацию в стране и призывом правоохранителей не выполнять преступные приказы вооруженного подавления протестов. Зубик участвовал в поддержке Евромайдана горючим и палатками. Компания «Интергал-Буд» передала семь квартир семьям погибших на Майдане.
Народный депутат 8-го созыва с октября 2014 по май 2019 года Избранный как самовыдвиженец по избирательному округу № 195, Черкасская область. Член Комитета по вопросам строительства, градостроительства и жилищно-коммунального хозяйства. Соавтор законопроекта № 6403 (принят в первом чтении), который Ассоциация городов Украины назвала одним из трёх важных для реформы децентрализации.

## Скандалы
С 1996 по 2005 год у него было гражданство острова страны Кабо-Верде.
Средства массовой информации ассоциировали Владимира с компанией «Уровень», который по льготным условиям ввел нефтепродукты в Украину, но Владимир Зубик его участие в «ведущих» неоднократно отрицал.
Один из 148 депутатов Верховной Рады Украины, которая подписала обращение в Сейм Республики Польша с просьбой признать геноцид полюсов в случае национальной освободительной войны Украины 1942—1944 годов. Этот шаг — первый президент Украины Леонид Кравчук, квалифицированный как национальное предательство.
10 января 2013 года на улице. Озаркович, 4 во Львове, сотрудники компании «Развитие недвижимости», которая была связана с Владимиром Зубкиком, проехала тяжелую технику на территорию заброшенных помещений старой части и уничтожила крыло здания метрополитена. Андрей Шептицкий. Впоследствии глава управления историческим наследием Городского совета Львова Лилия Онищенко заявил, что здание больницы для Озарковича не является памятником архитектуры.
16 января 2014 года был один из народных депутатов проголосовал за Законы 16 января.
С 1 января 2017 года, 15 мая 2017 года, только 95 из 1312 ВРУ голосов приняли участие.
Компания, которую СМИ связаны с Владимиром Зубкиком, критиковали из-за резки зеленых плантаций с нарушением процедуры в частной зоне в Одессе.

## Общественная деятельность
В 2014 году Владимир Зубик инициировал премию «Интеллект года», которую получают наиболее способные школьники и учителя-новаторы Черкасс. Премии получили десятки молодых учёных, выпускников Малой академии наук.
В июне 2014 года Зубик приобрёл реанимобили для Чернобаевской районной больницы и других местных больниц Черкасской области.

## Личная жизнь
Женат на Ирине Диль, которая является известным украинским дизайнером одежды. Владимир Зубик воспитывает шестерых детей.